# Palácio de Castel Gandolfo
O Palácio Papal de Castel Gandolfo, ou Palácio Apostólico de Castel Gandolfo, de seu nome italiano Palazzo Apostolico di Castel Gandolfo, é um complexo de edifícios de 54,6 hectares em um jardim na cidade de Castel Gandolfo, Itália, incluindo a principal villa do século XVII, um observatório e uma casa de fazenda com 30,4 hectares de terras agrícolas. A estrutura principal, o Palácio Papal, é um museu desde outubro de 2016. Serviu durante séculos como residência de verão e refúgio de férias para o papa, o líder da Igreja Católica, e possui  status extraterritorial como uma das propriedades da Santa Sé. Tem vista para o lago Albano.

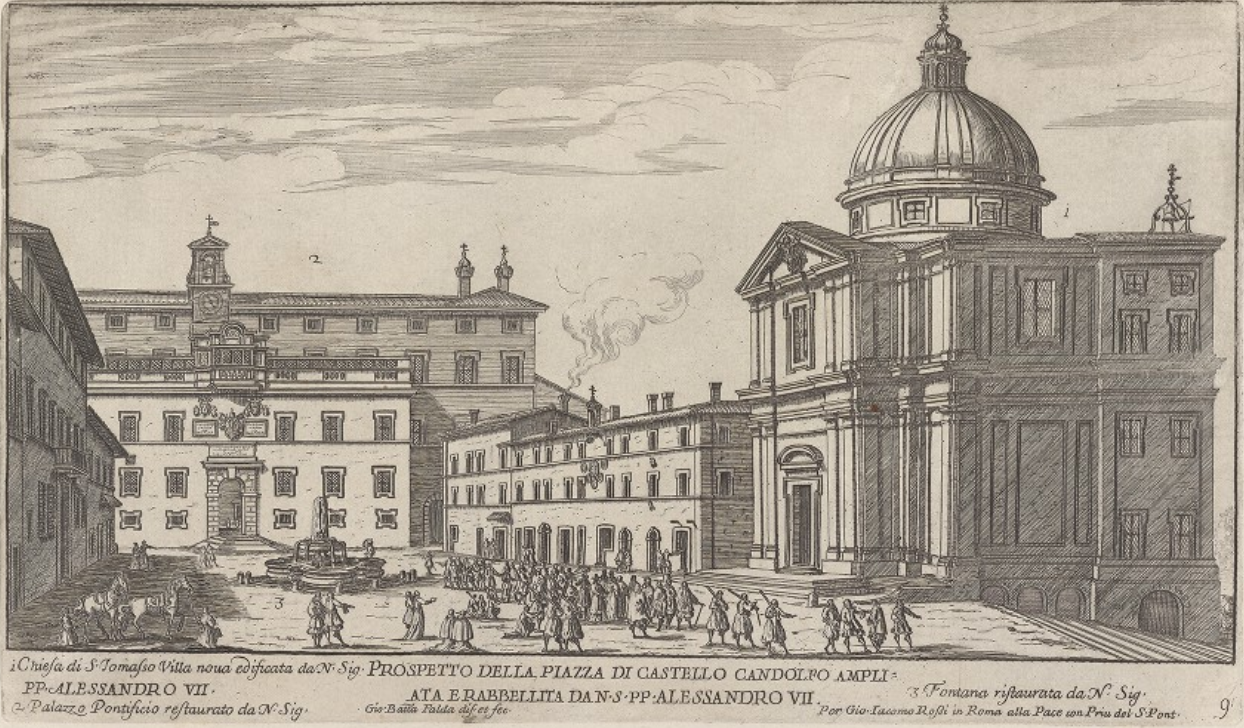
Vista da Piazza di Castello Gandolfo, de Giovanni Battista Falda

## História

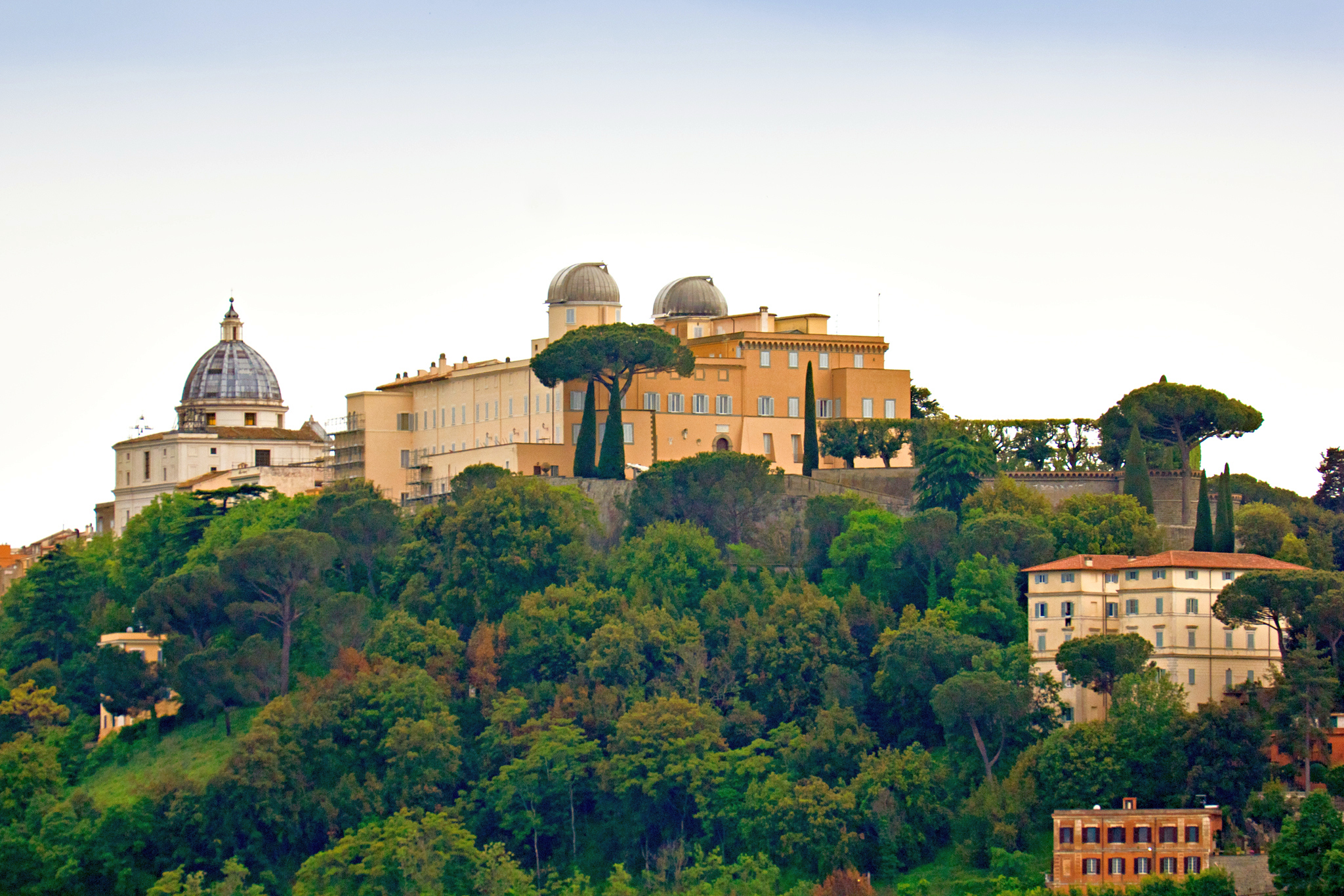
Palácio de Castel Gandolfo com as cúpulas do Observatório do Vaticano visíveis no centro

O Vaticano adquiriu o castelo em 1596, em pagamento de uma dívida da família Savelli. Ele datava do século XIII.
Os jardins ocupam o local de uma residência do imperador romano Domiciano. O palácio foi projetado pelo arquiteto suíço-italiano Carlo Maderno para o Papa Urbano VIII. Desde então, cerca de metade de seus sucessores usaram as propriedades como residência de verão e retiro de férias, exceto nos anos entre 1870 e 1929, quando os papas, em disputa com a Itália por reivindicações territoriais, não deixaram a Cidade do Vaticano. O Papa Pio XI modernizou as instalações e voltou a usar o retiro em 1934. De acordo com o Tratado de Latrão de 1929, o palácio e a adjacente Villa Barberini, adicionada ao complexo pelo Papa Pio XI, são propriedades extraterritoriais da Santa Sé.
Durante a Segunda Guerra Mundial, um número desconhecido de refugiados judeus se abrigou no palácio sob a proteção da Santa Sé, e muitas pessoas usaram o local como refúgio dos bombardeios aliados em 1944, embora mais de 500 pessoas tenham morrido em um desses ataques. O Papa Pio XII morreu no palácio em 1958, assim como o Papa Paulo VI em 1978. O Papa João Paulo II mandou construir uma piscina no palácio, o que foi criticado por alguns. Paparazzi aproveitaram a oportunidade para tirar fotos dele.
O Papa Bento XVI voou para o palácio na conclusão de seu papado em 28 de fevereiro de 2013, foi acompanhado pelo Papa Francisco para um almoço em 23 de março, e retornou à Cidade do Vaticano em 2 de maio. Francisco visitou a propriedade mais duas vezes, mas nunca passou a noite. Em junho de 2013, Francisco anunciou que não passaria o verão em Castel Gandolfo como muitos de seus antecessores, mas conduziria o Angelus lá em 14 de julho. Na aposentadoria, Bento XVI o usou a convite de Francisco para férias de duas semanas em 2015.
Em 7 de dezembro de 2013, o Papa Francisco nomeou Osvaldo Gianoli como Diretor das Villas Pontifícias de Castel Gandolfo. Em março de 2014, o Vaticano abriu os Jardins Barberini para visitantes pagos em passeios guiados durante as horas da manhã, todos os dias, exceto domingos. A partir de 11 de setembro de 2015, o público pôde viajar da Cidade do Vaticano para Castel Gandolfo em um trem que antes havia sido reservado para uso do papa. Antes do final do ano, os produtos da fazenda, antes disponíveis apenas para funcionários do Vaticano, foram disponibilizados para compra pelo público.
Em 21 de outubro de 2016, o palácio foi aberto ao público para visitação sem passar por nenhuma mudança estrutural. Quando questionado se o edifício se tornaria novamente um apartamento papal, a prefeita de Castel Gandolfo, Milvia Monachesi, disse: "o fato de o palácio agora ser um museu tornará difícil uma reversão no futuro".

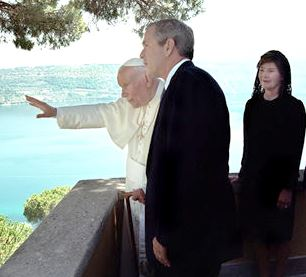
O Papa João Paulo II com o presidente dos EUA George W. Bush e sua esposa Laura durante seu primeiro encontro no Palácio Papal de Castel Gandolfo em julho de 2001.

## Situação jurídica
De acordo com o Tratado de Latrão de 1929, o Palácio Pontifício de Castel Gandolfo é território italiano, mas de propriedade da Santa Sé e dotado de extraterritorialidade comparável à das missões diplomáticas. Está isento de impostos e expropriações italianas, e as autoridades italianas estão proibidas de entrar nele sem o consentimento da Santa Sé.